# Jim Guthrie
Jim Guthrie, född den 13 september 1961 i Gadsden, Alabama, USA, är en amerikansk racerförare.

## Racingkarriär
Guthrie tävlade i Atlantic Championship säsongen 1995, och slutade på elfte plats. När IRL-serien startades 1996 tävlade Guthrie där med begränsade framgångar. Efter att han behövde köpa ett nytt chassi till säsongen 1996/1997 sålde Guthrie sitt hus och tog ett stort lån, varpå han räddade sin karriär genom att vinna i Phoenix. Han slutade säsongen på elfte plats. Guthrie ställde upp även 1998 men skadade sig i en masskrasch i det årets Indianapolis 500, och avslutade därefter sin aktiva karriär. Efter att ha återhämtat sig höll han sig utanför motorsporten i ett antal år, innan han återvände med sitt eget team för att driva sonen Seans karriär. Duon blev dock avstängda, efter att inte ha följt funktionärernas order i samband med att en gulflagg kom ut på ett Indy Lights-race på Kansas Speedway 2009, varpå Guthrie lade ned teamet.